# Fredy Maidana
Fredy Abel Maidana Pedrozo (* 1. März 1994 in Yabebyry) ist ein paraguayischer Leichtathlet, der sich auf den Sprint spezialisiert hat.

## Sportliche Laufbahn
Erste internationale Erfahrungen sammelte Fredy Maidana im Jahr 2010, als er bei den Jugendsüdamerikameisterschaften in Santiago de Chile, bei denen er mit 11,38 s in der ersten Runde im 100-Meter-Lauf aus und erreichte mit 6,30 m Rang elf im Weitsprung. Zwei Jahre später kam er bei den U23-Südamerikameisterschaften in São Paulo mit 22,28 s nicht über den Vorlauf über 200 Meter aus und 2013 gewann er bei den Juniorensüdamerikameisterschaften in Rosario in 10,58 s die Bronzemedaille über 100 Meter und belegte in 21,90 s den fünften Platz im 200-Meter-Lauf. Anschließend schied er bei den Juegos Bolivarianos in Trujillo mit 10,85 s und 21,66 s jeweils in der ersten Runde über 100 und 200 Meter aus. Im Jahr darauf belegte er bei den Ibero-Amerikanischen Meisterschaften in São Paulo in 21,27 s den sechsten Platz über 200 Meter und erreichte mit der paraguayischen 4-mal-100-Meter-Staffel nach 41,34 s Rang fünf und anschließend gewann er bei den U23-Südamerikameisterschaften in Montevideo in 20,90 s die Silbermedaille im 200-Meter-Lauf hinter dem Brasilianer Aldemir da Silva Júnior und stellte mit dieser Zeit einen neuen paraguayischen Landesrekord auf. Zudem gewann er auch mit der Staffel in 40,88 s die Silbermedaille hinter dem Team aus Brasilien und stellte auch dort einen Landesrekord auf. 2015 belegte er bei den Südamerikameisterschaften in Lima in 41,26 s den vierten Platz mit der Staffel und 2016 schied er bei den Ibero-Amerikanischen Meisterschaften in Rio de Janeiro mit 21,21 s im Halbfinale über 200 Meter aus und mit der Staffel verpasste er mit 41,96 s den Finaleinzug. Anschließend gewann er bei den U23-Südamerikameisterschaften in Lima in 21,36 s die Silbermedaille über 200 Meter hinter dem Brasilianer Rodrigo do Nascimento und belegte über 100 Meter in 10,86 s den sechsten Platz.
2017 klassierte er sich bei den Südamerikameisterschaften im heimischen Luque mit 21,16 s den vierten Platz über 200 Meter und wurde anschließend bei den Juegos Bolivarianos in Santa Marta in 21,21 s Fünfter im Einzelbewerb und wurde mit der Staffel disqualifiziert. Im Jahr darauf nahm er an den Südamerikaspielen in Cochabamba teil und schied dort mit 21,16 s im Vorlauf über 200 Meter aus und belegte mit der Staffel in 39,99 s den fünften Platz. Anschließend belegte er bei den Ibero-Amerikanischen Meisterschaften in Trujillo in 20,97 s den vierten Platz über 200 Meter und gewann in 39,99 s die Silbermedaille mit der Staffel hinter dem Team aus Brasilien. 2019 schied er bei den Südamerikameisterschaften in Lima mit 10,68 s in der Vorrunde über 100 Meter aus und belegte in 21,32 s den sechsten Platz im 200-Meter-Lauf. 2022 schied er bei den Juegos Bolivarianos in Valledupar mit 21,47 s im Vorlauf über 200 Meter aus und gewann mit der Staffel in 39,90 s die Bronzemedaille hinter den Teams aus der Dominikanischen Republik und Venezuela. Anschließend startete er mit der Staffel bei den Südamerikaspielen in Asunción und gewann dort in 39,60 s gemeinsam mit Jonathan Wolk, Nilo Duré und César Almirón die Silbermedaille hinter dem venezolanischen Team. Im Jahr darauf schied er bei den Südamerikameisterschaften in São Paulo mit 10,57 s im Vorlauf über 100 Meter aus und gewann mit der Staffel in 39,25 s die Silbermedaille hinter dem brasilianischen Team. 2024 kam er bei den Ibero-Amerikanischen Meisterschaften in Cuiabá mit der Staffel nicht ins Ziel und im Jahr darauf gelangte er bei den Südamerikameisterschaften in Mar del Plata mit 40,01 s auf den fünften Platz. 

## Persönliche Bestleistungen
- 100 Meter: 10,44 s (+0,1 m/s), 16. Mai 2014 in Cochabamba
- 200 Meter: 20,90 s (+1,4 m/s), 5. Oktober 2014 in Montevideo